# Pierre Maudet

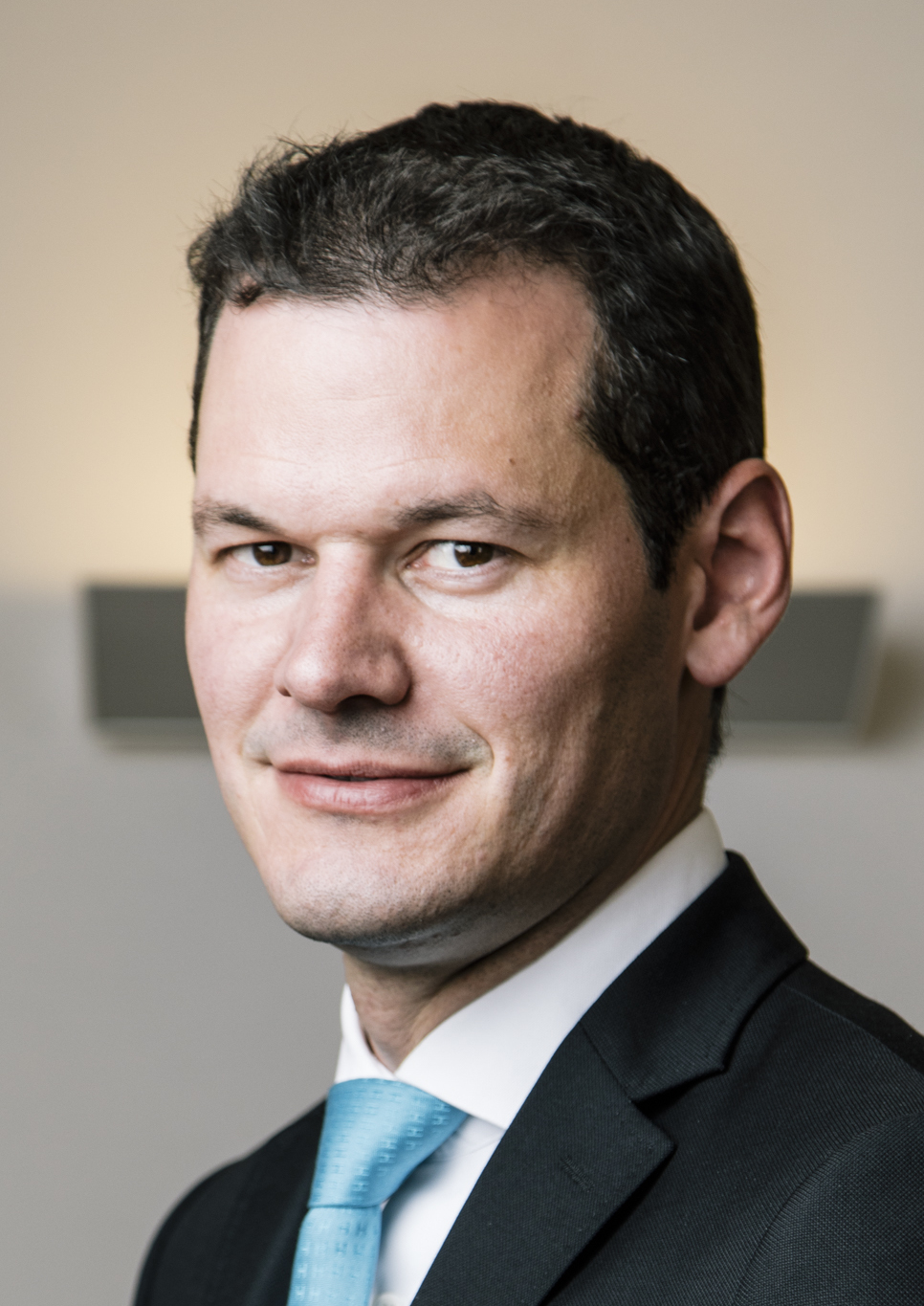
Pierre Maudet (2017)

Pierre-Henri Maudet (* 6. März 1978 in Genf) ist ein Schweizer Politiker (parteilos, zuvor FDP). Nach einer Affäre um eine Reise nach Abu Dhabi, die vom dortigen Königshaus bezahlt wurde, trat er als Genfer Staatsrat zurück und muss sich vor Gericht verantworten. Nach der Politik wechselte er in die Privatwirtschaft. Am 30. April 2023 wurde er erneut in den Genfer Staatsrat gewählt.

## Biografie
Pierre Maudets Eltern sind Henri Maudet (* 1948), ein Franzose aus dem Département Sarthe, der zuerst Theologie in Paris studierte, bevor er nach Genf zog und Jurist wurde, und Susanna Willy (* 1943), die als Lehrerin arbeitete. Maudet absolvierte seine Matura mit Latein und Griechisch im Collège Claparède in Conches bei Genf. Bis März 2006 studierte er an der zweisprachigen Rechtsfakultät der Universität Freiburg und erwarb dort seinen Master. Von 1997 bis 2007 war er Berater in einem Kommunikationsbüro. Im Militär ist er Hauptmann bei den Rettungstruppen. Er ist verheiratet und Vater von drei Kindern. Maudet ist schweizerisch-französischer Doppelbürger. Von Anfang 2018 bis Ende Januar 2019 schrieb er eine zweiwöchentliche Kolumne namens «Stimme aus Genf» in der Zeitung Blick.

## Politik

### Kommunalpolitik
Maudet ist Gründer des Jugendparlamentes der Stadt Genf. Von 1993 bis 1995 war er dessen Präsident. Am 28. März 1999 wurde er in den Conseil municipal (Stadtparlament) gewählt. Dort amtierte er als Vize-Präsident von 2006 bis 2007. Von 2003 bis 2005 war er Präsident des Parti radical (PR) (Freisinnige Partei) der Stadt Genf. Danach war er von 2005 bis 2007 Präsident der kantonalen Partei. Im Januar 2005 wurde Maudet von Bundesrat Pascal Couchepin zum Präsidenten der Eidgenössischen Kommission für Kinder- und Jugendfragen (EKKJ) berufen, in der er bis 2015 blieb.
Am 29. April 2007 wurde er als Conseiller administratif (Mitglied der städtischen Regierung) gewählt. Er übernahm das Département de l’environnement urbain et de la sécurité (DEUS) (Umwelt- und Sicherheitsdepartement). Während seiner Amtszeit trug er dazu bei, mehr Agents de la Police Municipale (Stadtpolizisten) anzustellen und ihnen wichtigere Kompetenzen zu geben. Ferner stattete er die Stadt Genf mit einem Wi-Fi-Netz aus. Er amtierte vom Juni 2011 bis zum Mai 2012 als Stadtpräsident von Genf (französisch Maire de Genève).

### Kantonsregierung
Nach dem Rücktritt von Mark Muller aus der Kantonsregierung wurde er als einziger Kandidat 2012 vom PLR (FDP) zur Nachfolge vorgeschlagen. In der Ersatzwahl vom Juni 2012 gelang ihm die Wahl in den Genfer Staatsrat (Conseil d’Etat). Er wurde Vorsteher des Département de la sécurité – DS (Sicherheitsdepartement).
Im November 2013 wurde Maudet im zweiten Wahlgang mit 59'057 Stimmen von 112'750 wiedergewählt. Als einziger Kandidat des Conseil d’Etat (Regierungsrates) erreichte er die absolute Mehrheit (52,38 %).
In der neuen Legislaturperiode übernahm Maudet zusätzlich das Wirtschaftsdepartement. So war er für das Département de la Sécurité et de l’Économie – DSE (Sicherheits- und Wirtschaftsdepartement) zuständig. Zwei Jahre lang (2013 bis 2015) war er Vize-Präsident des Conseil d’Etat (Regierungsrat). In seiner Amtszeit brachte er mehrere wichtige Reformen durch, so den Loi sur la police – LPol (Polizeigesetz), den Loi sur les taxis et les véhicules de transport avec chauffeurs (LTVTC) (Taxi- und Fahrzeuge-mit-Fahrer-Gesetz) und den Loi sur la restauration, le débit de boissons, l’hébergement et le divertissement (LRDBHD) (Restaurations-, Trinkstellen-, Unterkunfts- und Unterhaltungsgesetz).
2017 präsentierte er der Presse die Opération Papyrus zur Regularisierung des Aufenthaltsstatus von illegal Immigrierten, sogenannten Sans Papiers, im Kanton Genf.
Maudet trat bei der Bundesratswahl 2017 an, wo er Ignazio Cassis unterlag. Maudet hatte im zweiten Wahlgang 90 Stimmen erhalten und Ignazio Cassis 125.

### Reise nach Abu Dhabi im Jahr 2015
Die Genfer Staatsanwaltschaft kündigte am 30. August 2018 ihre Absicht an, gegen Maudet wegen Vorteilsnahme im Zusammenhang mit einer vom Königshaus der Vereinigten Arabischen Emirate bezahlten, umstrittenen Reise nach Abu Dhabi zu ermitteln, und forderte die Aufhebung seiner Immunität. Im Lokalfernsehen entschuldigte sich Maudet daraufhin, dass er im Zusammenhang mit der Reise «einen Teil der Wahrheit verheimlicht» hatte. Zuvor entzog ihm der Regierungsrat einen Teil seiner Aufgaben. Am 13. September 2018 verzichtete Maudet auf Druck der Regierungskollegen provisorisch auf das Genfer Regierungspräsidium. Weiter entzog ihm der Staatsrat die Verantwortung für den Flughafen und für die Polizei.
Am 23. November 2018 sagte die FDP-Präsidentin Petra Gössi: «Mit dem Verhalten hat Pierre Maudet seine Glaubwürdigkeit aufs Spiel gesetzt und damit leidet auch das Vertrauen der Bevölkerung in die Politik» und: «An Maudets Stelle wäre ich längst zurückgetreten». Am 3. Dezember 2018 forderte auch der Vorstand der Genfer FDP Pierre Maudet mit 21 zu 7 Stimmen zum Rücktritt auf. Die Geschäftsleitung der FDP des Kantons Genf hat ihn mit Beschluss vom 6. Juli 2020 aus der Partei ausgeschlossen. Maudet verzichtete auf einen Rekurs. Nach den Statuten der FDP Schweiz erlischt mit der Mitgliedschaft in der Kantonalpartei auch die Mitgliedschaft bei der schweizerischen Partei.
Im Oktober 2020 entzog ihm der Genfer Staatsrat sein letztes Amt, die Wirtschaftsförderung, mit der Begründung, Maudet habe laut einem Bericht einer externen Expertin seine Mitarbeiter über ihre physischen und psychischen Belastungsgrenzen hinausgetrieben, was zu sehr vielen Absenzen geführt habe. Einen Tag darauf kündigte Maudet seinen Rücktritt an und dass er bei seiner Ersatzwahl wieder für das Amt antreten wird. Solange bleibe er im Amt. Im zweiten Wahlgang der Ersatzwahl vom 28. März 2021 unterlag er gegen Fabienne Fischer (GPS).
Das Genfer Polizeigericht verurteilte ihn im Februar 2021 wegen Vorteilsannahme zu 300 Tagessätzen à 400 Franken auf Bewährung. Dagegen legte Maudet Berufung ein. Er wurde in zweiter Instanz freigesprochen, die Staatsanwaltschaft legte dagegen Rekurs ein, und das Bundesgericht wies die Vorinstanz an, eine Strafe festzulegen.
Im Mai 2021 wurde er Chief Digital Transformation Officer bei WISeKey, einem börsennotierten schweizerischen Unternehmen für Informationssicherheit.

### Wiederwahl
Für die Genfer Staatsratswahlen vom 2. April 2023 (erster Wahlgang) kandidierte er erneut. Mit einem Anteil von 31,5 % erzielte er das sechstbeste Ergebnis, verpasste aber das absolute Mehr. Im zweiten Wahlgang vom 30. April 2023 wurde er wieder zum Genfer Staatsrat gewählt. Maudets Liste libertés et justice sociale (deutsch: Freiheiten und soziale Gerechtigkeit) erreichte zudem bei den gleichzeitig stattfindenden Wahlen in das Genfer Kantonsparlament 8,45 % der Stimmen und 10 von 100 Mandaten. Maudet wird das Gesundheits- und Mobilitätsdepartement (Département de la santé et des mobilités) übernehmen.

## Publikationen
- Quarantaine. Chronique d’une crise annoncée. Cabédita Editions, Bière 2021, ISBN 978-2-88295-913-3.[34]